# Trachelas volutus
Espèce
Trachelas volutus est une espèce d'araignées aranéomorphes de la famille des Trachelidae.

## Distribution
Cette espèce se rencontre aux États-Unis en Floride, en Géorgie, en Louisiane et au Texas et au Mexique au Tamaulipas, au Nuevo León, au Coahuila, au San Luis Potosí, au Veracruz et en Hidalgo,.

## Description
Les mâles mesurent 5,46 mm en moyenne et les femelles 6,69 mm.

## Publication originale
- (en) Gertsch, 1935 : New American spiders with notes on other species. American Museum novitates, no 805, p. 1-24 (texte intégral).